# پادماپریا جاناکیرامن
پادماپریا جاناکیرامن (به انگلیسی: Padmapriya Janakiraman) (زاده ۲۸ فوریه ۱۹۸۲) بازیگر و مدل هندی است.
از فیلم‌هایی که وی در آن نقش داشته است می‌توان به آشپز اشاره کرد.